# Maestri Scultori
Maestri Scultori est une maison d’art fondée en 2001 par Omar Ricciardi, professeur enseignant à la Faculté d'Art de l'université nationale de Cuyo (Mendoza, Argentine) et membre honorifique de l’Académie nationale des Beaux-Arts (ANBA). L’atelier s’est spécialisé dans la reproduction de sculptures historiques, grâce à la mise au point d’un stuc unique qui s'inscrit dans la continuité de l'enseignement traditionnel du moulage.

## La Vocation
La Vocation des Maestri Scultori est de promouvoir tous les aspects fondamentaux de la Sculpture. Ces artisans font partie des fournisseurs des établissements publics de d'Italie et d’Europe tels que les musées du Capitole de Rome, et le British Museum de Londres.

## Technique et Matériaux

### Le moulage statuaire
Le moulage statuaire est l’art de reproduire à l’identique des œuvres sculpturales originales ou des créations d’ateliers. Cet art remonte à l’Antiquité et a évolué progressivement en différentes techniques.
Le moule est l’outil principal de l’artiste. La complexité de la sculpture d’origine définie les matériaux de base dont elle est faite. Lors de la conception d’un moule en série, le mouleur statuaire définit la méthode ainsi que l’emploi des matériaux nécessaires à la réalisation de la pièce demandée.

### Le stuc
Le stuc de marbre est l'imitation parfaite du marbre naturel. Mise au point par les maîtres de la renaissance italienne, le stuc se développe et s'affirme rapidement au début du Seicento en Italie, Allemagne, et en Autriche-Hongrie. Son coût était inférieur à celui de la pierre naturelle et ornait des surfaces impossibles à travailler avec le marbre. Avec la technique dite de la scagliola (de l'italien scaglia, « écaille ») mise au point par l’ingénieur Guido Fassi (1584-1649), le stucateur imite parfaitement les véritables marqueteries de pierre dure et de marbre. Ces marqueteries complexes appelées Scagliola sont, même pour un œil averti, difficiles à distinguer d'un véritable travail de marbrier.

## Restaurations célèbres, expositions et titres honorifiques
- Restauration d’un buste de Bonaparte en Caesar, attribué à Canova (2003)
- Prix du Salon Municipal des Arts Visuelles, musée Eduardo-Sivori, Buenos Aires, Argentine (2004)
- Restauration d’un fragment de marbre du buste d’un cheval cabré identifié à l’école grecque de Phidias (Ve siècle av. J.-C.), et exposée au British Museum de Londres (2005)
- Salon International des Arts, musée d’Art moderne, Londres (2005)
- Restauration du Ganymède, œuvre originale de Laviron 1685, Rampe Nord du jardin du château de Versailles (2007)
- Restauration du Palais des Doges de Venise (2010)
- Grand Prix d’Honneur du Salon national des Beaux-arts, Argentine (2010)
- Restauration du Mémorial de la Reine Victoria au palais de Buckingham (2012)
- Restauration d’Éros et Psyché, Orangerie de Buckinghamshire (2013)